# Jörg Kölderer
Jörg Kölderer, né entre 1465 et 1470 à Weilerhof bei Inzing dans le Tirol et mort en juillet 1540 à Innsbruck, est un peintre de cour et architecte qui a servi Maximilien Ier de Habsbourg.
Il travaille auprès de l'empereur Maximilien à partir de 1493, devient peintre de cour en 1494 et Maître d'Œuvre du Tirol en 1518,.

## Vie
Il réalise des fresques murales de diverses résidences princières, des illustrations pour le Livre de Chasse du Tirol, et conçoit sept dessins préparatoires à l'Arc de triomphe de Maximilien. En tant qu'architecte, il dirige les travaux de construction routière et de rénovation du Hofburg à Innsbruck (1536-1538). Il est également enlumineur et cartographe.

## Œuvre
Souvent considéré comme précurseur de l'école du Danube, son art est surtout consacré à traduire les idéaux de Maximilien, que ce soit dans des scènes de chasses réalistes ou les scènes de guerre détaillées, et plus particulièrement dans la conception des 60 parchemins coloriés réalisés par Albrecht Altdorfer pour la gravure de l'Arc de triomphe. Parmi ses œuvres notables figurent :
- des dessins préparatoires à l'Arc de Triomphe (généalogie de Maximilien)
- des esquisses pour le tombeau de Maximilien
- les illustrations du Livre de Chasse du Tirol, 1500
- les illustrations du Livre de Pêche du Tirol , 1504
- les enluminures du Livre des armes de l'empereur Maximilien Ier, 1502[4].